# اسووپ (ویرجینیا)
اسووپ (به انگلیسی: Swoope) یک منطقهٔ مسکونی در ایالات متحده آمریکا است که در شهرستان آگاستا، ویرجینیا واقع شده‌است. اسووپ ۴۹۴٫۰۹ متر بالاتر از سطح دریا قرار دارد.